# Дахамунцу
Дахамунцу — обозначение вдовствующей египетской царицы в хеттских источниках, которая направила к правителю хеттов Суппилулиуме I посланца с просьбой прислать ей одного из принцев в мужья. Дахамунцу — это не имя вдовы, а хеттская графическая передача египетского титула «та-хемет-несу» (егип. t3-ḥm.t-nsw), имеющего значение «царская жена». Настоящее имя царицы остаётся дискуссионным: ею могла быть царица известная как Нефернефруатон, правившая после смерти Эхнатона и Сменхкары; либо вдовствующая Анхесенпаамон, которая приходилась женой усопшему фараону Тутанхамону, третьей дочерью Нефертити и Эхнатона.
Это одно из самых необычных и противоречивых событий в древней ближневосточной истории.

## Письменные источники
Сведения об этом сохранились на глиняных табличках Богазкёйского архива, обнаруженных в центральной Анатолии (совр. поселение Богазкале в Турции). В древности здесь располагалась столица Хеттского царства — город Хаттуса. Сохранился отчёт на 7 табличке, фрагменты писем от Дахамунцу на аккадском языке и наброски ответов официального письма Суппилулиумы I после убийства Зананзы.

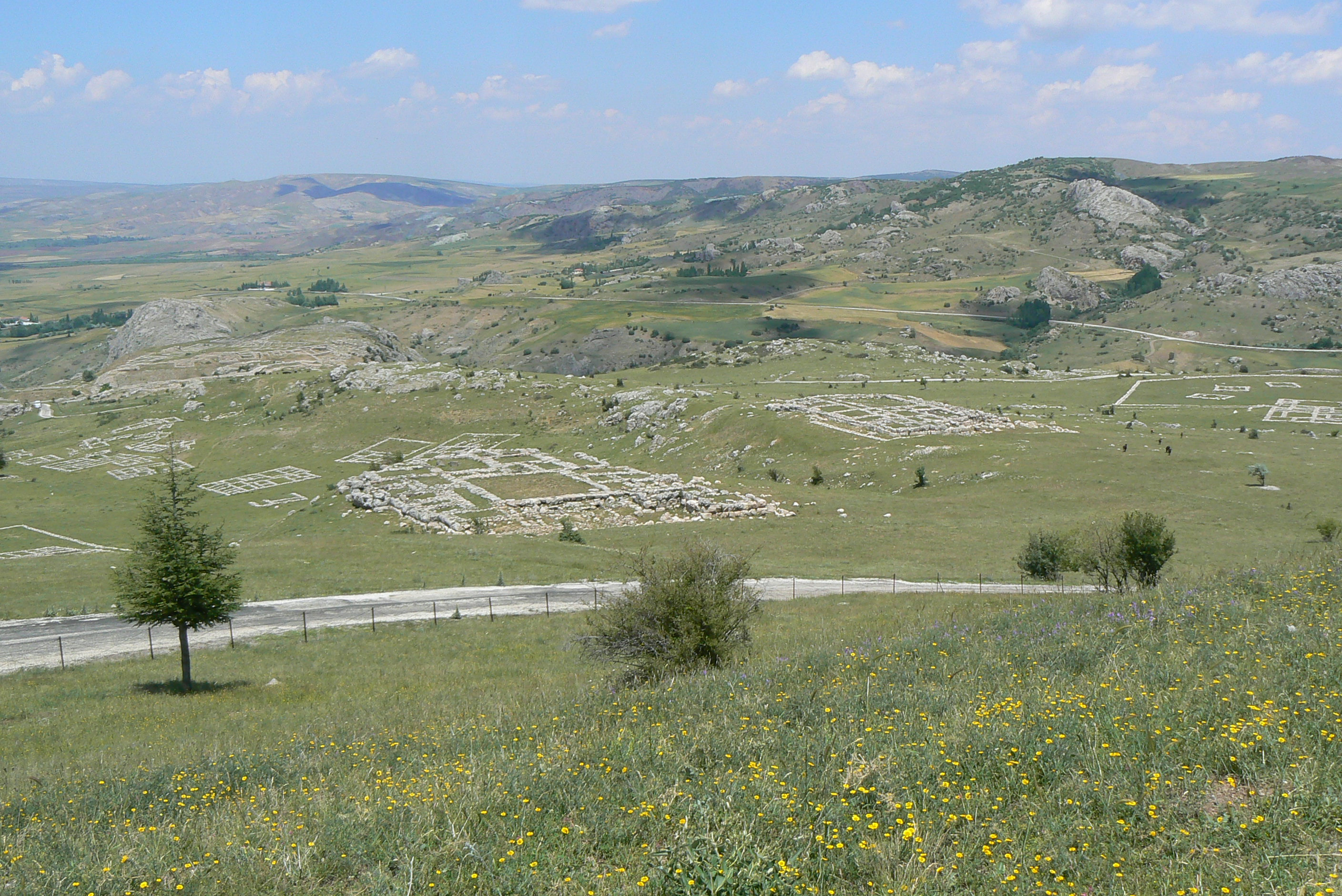
Руины храма Хаттусы, где обнаружили архив глиняных табличек хеттских царей.

## Исторические предпосылки
К концу Амарнского периода хетты, митаннийцы и египтяне боролись за контроль над современной территорией Сирии. Наместник Египта в провинции Амурру князь Азиру примкнул к хеттам и заключил с ними договор. Суппилулиума I ок. 1340 г. до н. э. осадил мощную крепость митаннийцев Каркемиш. Египтяне поспешили восстановить контроль над потерянной территорией и выдвинули свои войска к Кадешу.

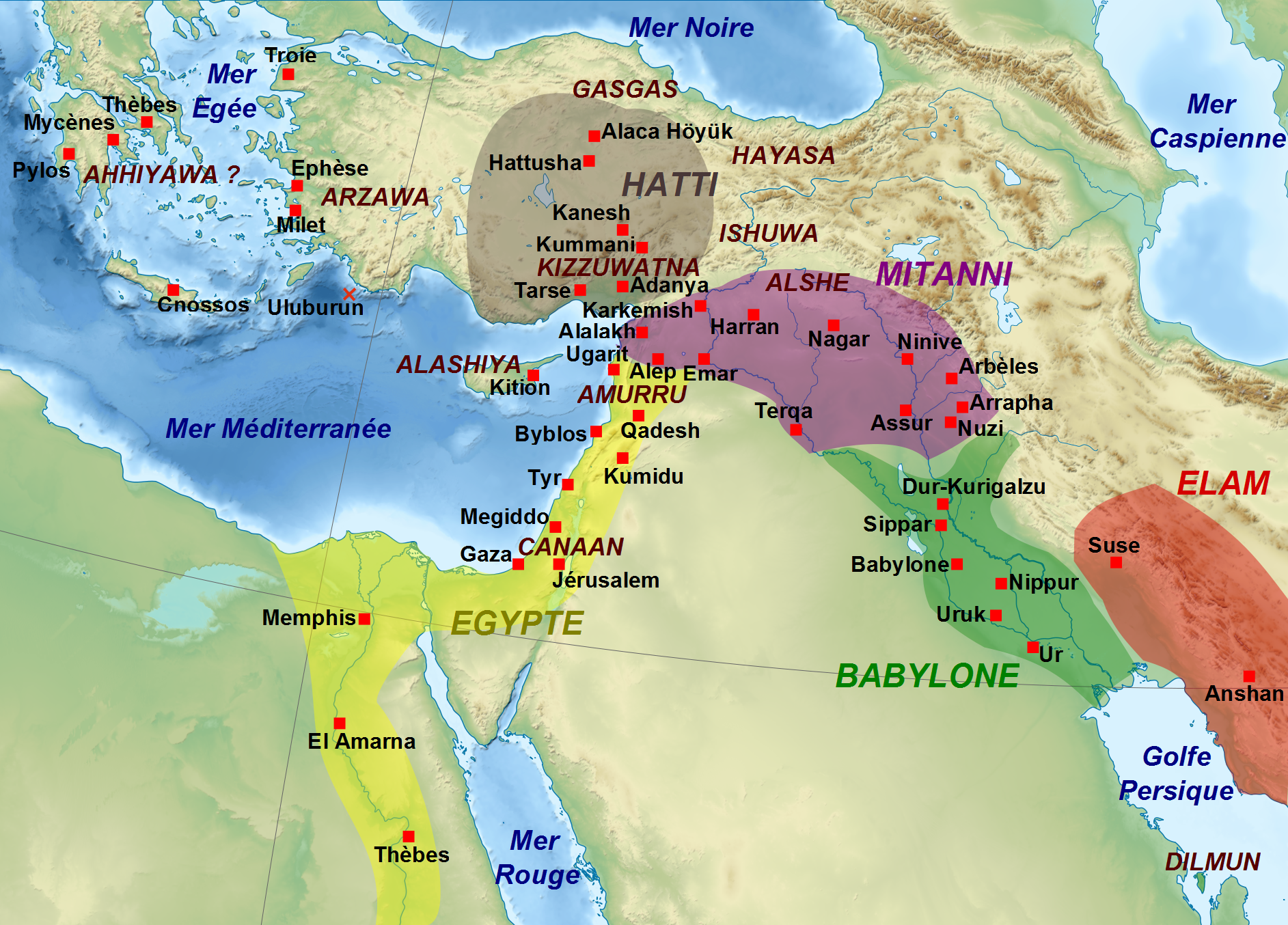
Геополитическая ситуация в Леванте в конце Амарнского периода, когда Амурру ещё не завоёван хеттами.

После Кинзы (Кадеша), который подчинил мой отец (Суппилулиума I), пришли войска и колесницы египтян. И Кинза атаковал.
В стане египтян началась паника, когда они узнали о завоевании территории Амка и о смерти фараона.

## Просьба египетской царицы
Во время осады Каркемиша в конце лета Суппилулиума I получил письмо от вдовствующей египетской царицы, которую в «Деяниях Суппилулиумы» называют Дахамунцу:

И в то время как отец мой находился в стране Каркемиш, он отправил Лупакки и Тархунтацалму в страну Амка. И они пошли, напали на страну Амка и привели к моему отцу пленных, быков (и) овец. Когда же люди Египта услышали о нападении на страну Амка и они испугались. И так как вдобавок господин их (по имени) Пипхурурия умер, то царица Египта, которой была Дахамунцу, отправила к отцу моему посланника. И она ему так написала: «Муж у меня умер, сына же у меня нет. У тебя же, сказывают, много сыновей. Если ты дашь мне одного твоего сына, (то) он станет моим мужем. Никогда я не возьму своего подданного и не сделаю его своим мужем!» И когда отец мой получил это (послание), он созвал совет людей великих: «Т[акое дело никогда] не [случалос]ь [со мной преж]де». И так [случилось, что отец мой] отослал в Египет Хаттусацити (и сказал ему так): «Иди! Принеси ты мне верное слово. Уж не об[ма]нывают ли они меня? Быть может, у них есть какой-нибудь сын их господина? И ты принеси мне назад достоверную весть!»
Суппилулиума I отправил в Египет посланника проверить достоверность написанного египетской царицей. Через 8 дней Каркемиш пал, и Сирия — от Евфрата до моря — оказалась подвластна хеттам. Телепину стал царём Алеппо, а другой из царских сыновей, Пияссили, — царём Каркемиша. Наконец, царство Киццуватна, оказавшееся теперь в изоляции, заключило мир и было признано дружественной, почти равноправной державой. Суппилулиума I перезимовал в столице Хатти, а весной посланник Хаттусацити вернулся с египетским сановником Хани. Они привезли ответ царицы:

Почему ты так говоришь: ‘Уж не обманывают ли они меня?’ Если бы у меня был сын, разве я написала бы в другую страну о своём собственном унижении (и) унижении моей страны? И ты мне не поверил и даже так говоришь мне! Тот, кто был моим мужем, умер. Сына у меня нет. Никогда я не возьму своего подданного и не сделаю его своим мужем! Ни в какую другую страну я не написала, а написала (только) тебе! У тебя, сказывают, много сыновей. Дай мне одного твоего сына и мне он будет мужем, а в Египте он (будет) царём! 

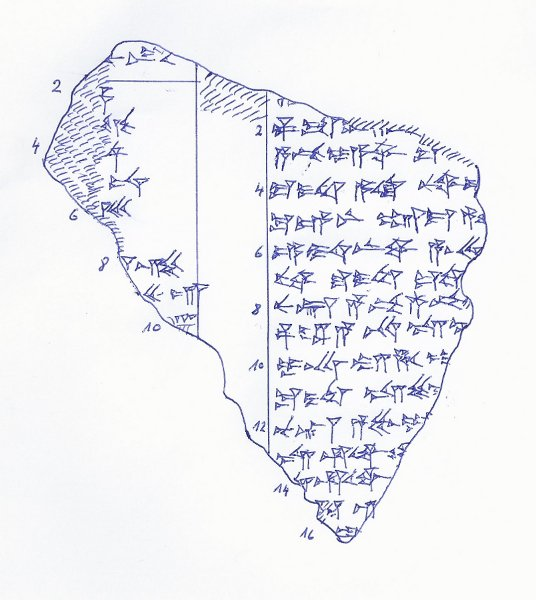
Пример глиняной таблички с «Деяниями Суппилулиумы I» из Хаттусы

Даже получив подтверждение из Египта, Суппилулиума I опасался мести египтян за отторгнутые территории, о чём свидетельствует его разговор с посланником Хани

…Он сказал Хани, послу Египта: «Я был к вам благосклонен. Но вы мне внезапно причинили зло. Вы напали на человека Кинца, которого я защитил от царя страны хурритов. Когда я услышал об этом, я прогневался. И я послал воинов, и колесницы, и военачальников. Они отправились и вторглись в ваши пределы, в страну Амка. И когда они напали на страну Амка, то вы, должно быть, испугались. И поэтому вы все просите у меня моего сына, будто я должен его вам дать. Но он же будет у вас как заложник, а царём вы его так и не сделаете». Так отвечал тогда Хани моему отцу: «О мой господин! Это унижение нашей страны! Если бы у нас был сын нашего царя, разве пошли бы мы в чужую страну, разве стали бы мы просить господина прийти к нам править нами? Тот, кого звали Нибхурурияс, умер, а сына у него не было. Вдова нашего господина одинока. Мы просим, чтобы сын нашего господина стал царём в Египте, мы просим, чтобы он стал мужем женщины, нашей госпожи. Больше ни к какой другой стране мы не обращались. Только сюда мы пришли. Теперь, о наш господин, дай нам своего сына!»
Имя фараона в хеттских источниках записано Нибхурурияс, что является неточным воспроизведением тронного имени фараона Тутанхамона — «неб-хеперу-Ра» (егип. Nb-ḫprw-Rˁ) — «живое воплощение Ра».

## Убийство Заннанзы
В конце концов Суппилулиума I принял решение и выбрал одного из своих сыновей Заннанзу. Был заключён дружественный договор между Египтом и Хеттским царством, гласящий:

В прежние времена страна Хатти и Египет были дружны между собою, и теперь между ними также установится согласие. Страна Хатти и Египет пусть постоянно будут в согласии друг с другом!— из летописи Мурсили II

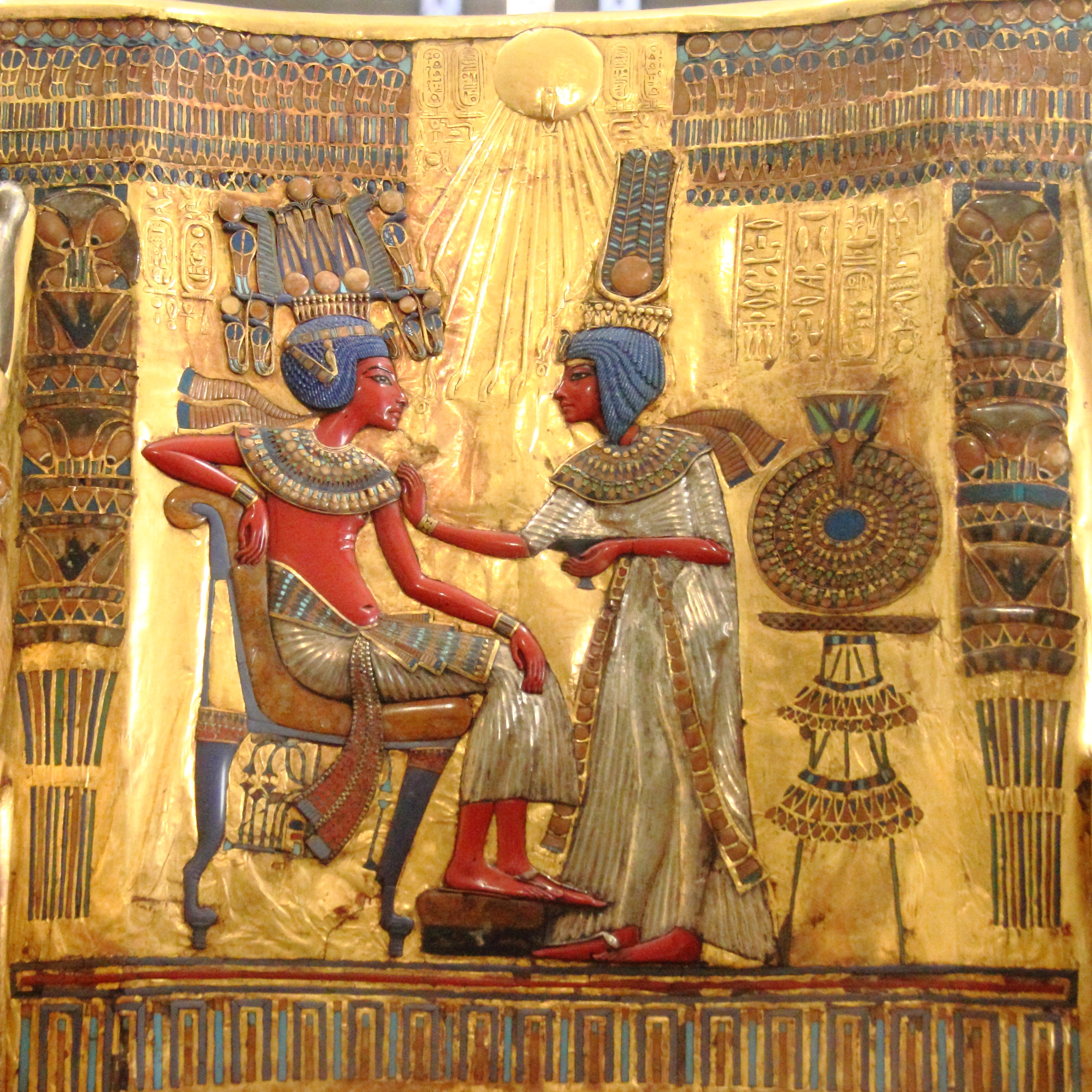
Тутанхамон и Анхесенпаамон, которую хетты называли Дахамунцу

Вскоре ко двору Суппилулиумы I пришли тревожные вести: «Люди Египта убили Цаннанцаса», «Цаннанцас умер!». Как считают некоторые египтологи, убийство Заннанзы могло быть делом рук тех сил, которым «было невыгодно укрепление власти Анхесенпаамун, и прежде всего Эйе, а также полководцу Хоремхебу, руководившему борьбой Египта с хеттской экспансией в Сирии в годы царствования Тутанхамуна».

[Когда же] об убийстве Цаннанцы отец мой усл[ышал], [он Цанна]нцу стал оплакивать, и к бога[м…] он обратился так: «О боги! Я… не причинил [зл]а, люди [же] Егип[та] [мне его] причинили, и [они напали] на границы моей страны»— KUB XIX, лиц. стор., 5-11.
Суппилулиума I разгневался и обвинил в убийстве сына египтян. Иносказательно он пишет, что «сокол разорвал маленького цыплёнка». В этом выражении ряд учёных видят намёк на виновность Хоремхеба, в имени которого содержится имя сокологолового бога Гора. К тому моменту египетско-хеттские отношения уже ухудшились из-за военных действий наследного принца Арнуванда II. Он пересёк египетскую границу и увёл тысячи пленных, которые принесли в Анатолию чуму, от которой Суппилулиума I скончался. Сведений о чуме в Египте нет.